# Чемпіонат світу з футболу 2014 (кваліфікаційний раунд, КАФ, третій раунд)
У третьому раунді відбору на чемпіонат світу в африканській зоні безпосередньо визначалися п'ять збірних, що виходили до фінальної частини чемпіонату світу 2014 року.
Участь у заключному раунді відбору брали десять команд, що стали переможцями своїх відбіркових груп у другому раунді кваліфікації. Збірні були розбиті на пари, які проводили між собою по дві гри, одній вдома і одній у гостях. Переможцями цих пар за сумою двох матчів стали збірні Алжиру, Камеруну, Гани, Кот-д'Івуару та Нігерії, які й представили африканський континент на світовій першості 2014 року. Примітно, що ця п'ятірка повністю збіглася з переліком представників Африки на попередньому чемпіонаті світу 2010 року.

## Жеребкування
Жеребкування пар відбіркового раунду проводилося відповідно до вересневого (2013) рейтингу ФІФА. Залежно від рейтингу кожна з команд-учасниць ставала сіяною (Кошик 1) або несіяною (Кошик 2) при жеребкуванні.
| Кошик 1 | Кошик 2 |
| --- | --- |
| Кот-д'Івуар (19) (Група C) · Гана (24) (Група D) · Алжир (28) (Група H) · Нігерія (36) (Група F) · Туніс (46) (Група B) · | Єгипет (50) (Група G) · Буркіна-Фасо (51) (Група E) · Камерун (61) (Група I) · Сенегал (66) (Група J) · Ефіопія (93) (Група A) · |

## Матчі
Жеребкування відбулося 16 вересня 2013 року в Гізі, Єгипет. Перші матчі проводилися протягом 11–15 жовтня, матчі-відповіді — протягом 15–19 листопада 2013 року.
| Команда 1    | Заг.       | Команда 2 | 1-й матч | 2-й матч |
| ------------ | ---------- | --------- | -------- | -------- |
| Кот-д'Івуар  | 4–2        | Сенегал   | 3–1      | 1–1      |
| Ефіопія      | 1–4        | Нігерія   | 1–2      | 0–2      |
| Туніс        | 1–4        | Камерун   | 0–0      | 1–4      |
| Гана         | 7–3        | Єгипет    | 6–1      | 1–2      |
| Буркіна-Фасо | 3–3 (ч.п.) | Алжир     | 3–2      | 0–1      |

| 12 жовтня 2013 17:00 UTC±0 |

| Кот-д'Івуар                                | 3–1      | Сенегал        |
| ------------------------------------------ | -------- | -------------- |
| Дрогба 3' (пен.) Л. Сане 14' (аг) Калу 49' | Протокол | П. Сіссе 90+4' |

| Фелікс Упуе-Бвайні, Абіджан Глядачів: 30 000 Арбітр: Раджиндрапарсад Сечерн (Маврикій) |

| 16 листопада 2013 19:00 UTC±0 |

| Сенегал        | 1–1      | Кот-д'Івуар |
| -------------- | -------- | ----------- |
| Соу 72' (пен.) | Протокол | Калу 90+4'  |

| Мохаммед V (стадіон), Касабланка (Марокко). Глядачів: 15 000 Арбітр: Джамель Хаймуді (Алжир) |

Кот-д'Івуар виграв 4–2 за сумою двох матчів і кваліфікувався на Чемпіонат світу з футболу 2014.
| 13 жовтня 2013 16:00 UTC+3 |

| Ефіопія    | 1–2      | Нігерія                 |
| ---------- | -------- | ----------------------- |
| Ассефа 57' | Протокол | Еменіке 67', 90' (пен.) |

| Аддис-Абеба, Аддис-Абеба Глядачів: 22 000 Арбітр: Неант Аліум (Камерун) |

| 16 листопада 2013 16:00 UTC+1 |

| Нігерія                     | 2–0      | Ефіопія |
| --------------------------- | -------- | ------- |
| Мозес 20' (пен.) Обінна 81' | Протокол |         |

| У. Дж. Есьюен, Калабар Глядачів: 8,000 Арбітр: Бакарі Гассама (Гамбія) |

Нігерія виграла 4–1 за сумою двох матчів і кваліфікувалася на Чемпіонат світу з футболу 2014.
| 13 жовтня 2013 18:00 UTC+1 |

| Туніс | 0–0      | Камерун |
| ----- | -------- | ------- |
|       | Протокол |         |

| Олімпійський стадіон (Радес), Радес Глядачів: 50 000 Арбітр: Коман Кулібалі (Малі) |

| 17 листопада 2013 15:00 UTC+1 |

| Камерун                             | 4–1      | Туніс      |
| ----------------------------------- | -------- | ---------- |
| Вебо 3' Муканджо 29' Макун 65', 85' | Протокол | Акаїші 50' |

| Стад Ахмаду Ахіджо, Яунде Глядачів: 35 570 Арбітр: Раджиндрапарсад Сечерн (Маврикій) |

Камерун виграв 4–1 за сумою двох матчів і кваліфікувався на Чемпіонат світу з футболу 2014.
| 15 жовтня 2013 16:00 UTC±0 |

| Гана                                                              | 6–1      | Єгипет              |
| ----------------------------------------------------------------- | -------- | ------------------- |
| Г'ян 5', 53' Гомаа 23' (аг) Воріс 44' Мунтарі 72' (пен.) Атсу 88' | Протокол | Абутріка 41' (пен.) |

| Баба Яра, Кумасі Глядачів: 38 000 Арбітр: Бушаїб Ель-Ахраш (Марокко) |

| 19 листопада 2013 18:00 UTC+2 |

| Єгипет            | 2–1      | Гана        |
| ----------------- | -------- | ----------- |
| Закі 25' Гедо 83' | Протокол | Боатенг 88' |

| 30 червня, Каїр Глядачів: 25 000 Арбітр: Нумандьєз Дуе (Кот-д'Івуар) |

Гана виграла 7–3 за сумою двох матчів і кваліфікувалася на Чемпіонат світу з футболу 2014.
| 12 жовтня 2013 16:00 UTC±0 |

| Буркіна-Фасо                                | 3–2      | Алжир                  |
| ------------------------------------------- | -------- | ---------------------- |
| Пітруапа 45+2' Д. Коне 65' Бансе 86' (пен.) | Протокол | Фегулі 50' Меджані 68' |

| Стад дю 4-аут, Уагадугу Глядачів: 31,000 Арбітр: Дженні Сіказве (Замбія) |

| 19 листопада 2013 19:15 UTC+1 |

| Алжир       | 1–0      | Буркіна-Фасо |
| ----------- | -------- | ------------ |
| Буґерра 49' | Протокол |              |

| Стадіон імені Мустафи Тшакера, Бліда Глядачів: 35 000 Арбітр: Бадара Діатта (Сенегал) |

3–3 за сумою двох ігор. Алжир виграв за правилом гола, забитого на чужому полі, і кваліфікувався на Чемпіонат світу з футболу 2014.
Буркіна-Фасо подало протест щодо неправомірності участі в іграх автора одного з голів алжирців Маджида Буґерри, який було відхилено ФІФА.

## Бомбардири
2 голи
| - Саломон Калу - Жан Макун | - Асамоа Г'ян | - Еммануель Еменіке |

1 гол
| - Маджид Буґерра - Соф'ян Фегулі - Карл Меджані - Арістід Бансе - Джакаріджа Коне - Жонатан Пітруапа - П'єр Вебо - Бенжамен Муканджо | - Дідьє Дрогба - Мохамед Абутріка - Мохамед Гедо - Амр Закі - Бегайлу Ассефа - Кевін-Прінс Боатенг - Абдул Маджід Воріс - Саллі Мунтарі | - Крістіан Атсу - Віктор Мозес - Віктор Обінна - Папісс Сіссе - Мусса Соу - Ахмед Акаїші |

1 автогол
| - Ваель Гомаа (у грі проти Гани) | - Людовик Сане (у грі проти Кот-д'Івуару) |  |